# Средно училище „Христо Ботев“ (Лозница)
Средно училище „Христо Ботев“ е средно училище в град Лозница, община Лозница, област Разград. То е с общинско финансиране. Разположено е на ул. „Пенчо Кубадински“ №30. Директор на училището е Румяна Георгиева Костадинова.

## История
Училището е открито през 1975 г., първоначално се нарича Народна прогимназия „Христо Ботев“. В началото на 1976 г. започва строителството на общежитие за 150 ученици. Ученици и учители участват в бригадирски труд, като обработват 96 декара фуражно цвекло, а получените средства се изразходват за безплатната закуска на учениците.